# Vilnohrușivske, Vilneansk
Vilnohrușivske (în ucraineană Вільногрушівське) este un sat în comuna Liuțerna din raionul Vilneansk, regiunea Zaporijjea, Ucraina.

## Demografie
Componența lingvistică a localității Vilnohrușivske
     Ucraineană (80,21%)
     Rusă (19,79%)
Conform recensământului din 2001, majoritatea populației localității Vilnohrușivske era vorbitoare de ucraineană (80,21%), existând în minoritate și vorbitori de rusă (19,79%).